# Marianne Williamson
Marianne Williamson (Houston, 8 de julho de 1952) é uma escritora e líder espiritual estadunidense. Em 2019, ela se candidatou à presidência dos Estados Unidos.

## Biografia
Marianne Williamson nasceu em Houston, Texas, em 1952. Ela é a mais nova dos três filhos de Samuel "Sam" Williamson, um veterano da Segunda Guerra Mundial e advogado de imigração, e Sophie Ann Kaplan, uma dona de casa e voluntária comunitária.
Ela foi criada em uma família de classe média alta que praticava o judaísmo conservador. Sua família frequentou a Congregação Beth Yeshurun. Ela aprendeu sobre religiões mundiais e justiça social em casa e se interessou pela advocacia pública quando viu seu rabino falar contra a Guerra do Vietnã.
Williamson frequentou a Bellaire High School em Houston. Após se formar, ela passou dois anos estudando teatro e filosofia no Pomona College em Claremont, Califórnia. Em 1973, Williamson abandonou a faculdade e viveu "uma existência nômade" durante o que ela chama de "sua década perdida".
Williamson se mudou para o Novo México, onde teve aulas na Universidade do Novo México e morou em uma cúpula geodésica com o namorado.

### Vida pessoal
O irmão mais velho dela, Peter, tornou-se advogado de imigração como seu pai. Sua falecida irmã, Elizabeth "Jane", era professora. Seu pai e seus avós maternos eram imigrantes judeus russos. Seu avô mudou seu sobrenome de Vishnevetsky para Williamson depois de ver "Alan Williamson Ltd" em um trem. Williamson se descreveu como uma "mulher judia" em uma entrevista de 2022.
Ela foi brevemente casada em 1979 com um empresário de Houston. Ela disse que o casamento durou "por um minuto e meio". Em 1990, ela deu à luz uma filha.
Em 2006, uma pesquisa da Newsweek a nomeou uma das 50 baby boomers mais influentes. Em 2013, Williamson relatou ter ativos estimados entre US$ 1 milhão e US$ 5 milhões (sem incluir residências pessoais).
Em 2023, Williamson morava em Washington, D.C.

### Política

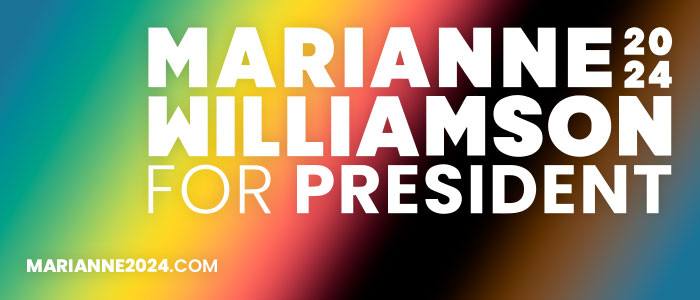
O logotipo da Marianne Williamson para 2024

Ela se candidatou a presidência dos Estados Unidos em 2019 pelo partido democrata mas desistiu nas primárias em 10 de janeiro de 2020.
Em 2023 ela anunciou que seria candidata novamente pelo partido democrata mas desistiu também nas primarias do partido.

## Obras
- A Return to Love: Reflections on the Principles of A Course in Miracles (1992, ISBN 978-0060927486) No Brasil: Um Retorno ao Amor: Reflexões sobre os princípios de "Um Curso em Milagres" (Novo Paradigma, 2005) em Portugal: Regresso ao Amor: Reflexões sobre os princípios de "Um Curso em Milagres" (Pergaminho, 2006)
- A Woman's Worth (1992, ISBN 978-0345386571) No Brasil: O Valor da Mulher (Rocco, 1995)
- Illuminata: A Return to Prayer (1994, ISBN 978-1573225205) No Brasil: Illuminata: Pensamentos, Preces, Ritos de Passagem (Rocco, 1999)
- The Healing of America (1994, ISBN 9780684842707)
- Emma & Mommy Talk to God (1996, ISBN 978-0060799267)
- Enchanted Love: The Mystical Power of Intimate Relationships (1999, ISBN 978-0684870250) No Brasil: Amor Encantado: O poder místico dos relacionamentos íntimos (Rocco, 2006)
- Imagine What America Could Be in the 21st Century: Visions of a Better Future from Leading American Thinkers (2000, ISBN 0451204697)
- Healing the Soul of America: Reclaiming Our Voices as Spiritual Citizens (2000, ISBN 978-0684846224)
- Everyday Grace: Having Hope, Finding Forgiveness, And Making Miracles (2002, ISBN 978-1573223515) No Brasil: Graça Cotidiana: Ter esperança, encontrar perdão e fazer milagres (Rocco, 2006)
- The Gift of Change: Spiritual Guidance for Living Your Best Life (2004, ISBN 0060816112) No Brasil: O Dom da Mudança: Um guia espiritual para uma nova vida (Prumo, 2009)
- The Age of Miracles: Embracing the New Midlife (2008, ISBN 978-1401915421) No Brasil: A Idade dos Milagres: Valorizando a Maturidade (Prumo, 2008) em Portugal: A Idade dos Milagres: porque a vida começa aos 40 (Pergaminho, 2009)
- A Course in Weight Loss: 21 Spiritual Lessons for Surrendering Your Weight Forever (2010, ISBN 1401921531) No Brasil: Lições Espirituais para Perder Peso (Prumo, 2011) em Portugal: Aprender a perder peso: as causas espirituais dos maus hábitos alimentares (Pergaminho, 2011)
- The Law of Divine Compensation: On Work, Money and Miracles (2012, ISBN 0062205412) No Brasil: A Lei da Compensação Divina (Agir, 2013) em Portugal: A lei de recompensa divina: trabalho, dinheiro, milagres (Nascente, 2014)
- A Year of Miracles: Daily Devotions and Reflections (2013, ISBN 9780062205513) em Portugal: Um Ano de Milagres: 365 Conselhos espirituais para renovar a sua vida (Nascente, 2014)
- Tears to Triumph: The Spiritual Journey from Suffering to Enlightenment (2016, ISBN 978-0062205445)
- A Politics of Love: A Handbook for a New American Revolution (2019, ISBN 0062873938)
- The Mystic Jesus: The Mind of Love (2023, ISBN 0062205471)